# Топорово (Ельнинский район)
Топоро́во   — деревня  в  Смоленской области России,  в Ельнинском районе. Население – 29 жителей (2007 год). Расположена в юго-восточной части области  в 10  км к северо-востоку от города Ельня, в 8 км восточнее автодороги Р137 Сафоново — Рославль на берегу реки Усия. Входит в состав Бобровичского сельского поселения.

## История
Деревня была освобождена  от оккупации фашистскими войсками 20 сентября 1943 года..